# Julia Krajewski
Julia Krajewski, è una cavallerizza tedesca. Nata nel 1989 in Germania, ha iniziato a praticare equitazione quand'era piccola. Ha iniziato a partecipare alle prime gare, poi una volta entrata a fare parte della nazionale di equitazione tedesca, ha iniziato a partecipare a competizioni internazionali, ottenendo i primi grandi risultati, grazie agli allenamenti impegnativi di equitazione, svolti nella scuola di equitazione federale, ma anche lo svolgimento di grande e sana attività fisica, svolta durante il tempo libero, nei grandi e verdi boschi di montagna della Germania, molto spesso in compagnia dei cavalli. Ha partecipato a competizioni importanti di equitazione, come il Gran Prix e forse  Europei, Mondiali, ma non abbiamo notizie certe sui risultati che abbia ottenuto, perché non siamo neanche sicuri che vi abbia partecipato, ma non avendo documenti o  risultati  sicuri, che certifichino queste informazioni, ma potremmo anche dedurre, che la cavallerizza tedesca, avesse partecipato a queste competizioni, ma che non abbia grandi risultati. Nel 2020, Giulia Krajewski, ha partecipato ai Giochi Olimpici di Tokyo 2020, nella gara di salto ostacoli, [sua specialità], passando le qualifiche e arrivando in finale. Con molta grazia e precisione, ha svolto una finale bellissima alquanto perfetta, svolgendo il migliore tempo di gara e senza commettere alcuna penalità, risultato che la ha portata a vincere la medaglia d'oro olimpica, conquistando così, il primo oro olimpico nell'equitazione, per la Germania, a livello femminile, entrando così nella storia. Dopo le Olimpiadi, continua a gareggiare, in altre competizioni internazionali, ma meno importanti.

## Palmarès
- Giochi olimpici

Rio de Janeiro 2016: argento nel concorso completo a squadre.
Tokyo 2020: oro nel concorso completo individuale.